# Step-down
 (mars 2024).
Le step-down  est une structure utilisée dans les skateparks ou dans les snowparks. Il est le pendant du step-up. Dans les snowparks, il s'agit d'une bosse ou d'un tremplin avec une réception plus basse que l'appel,. Dans les skateparks, il s'agit de marches avec un plan incliné plus bas. Dans le cas du ski freestyle ou du snowboard, on parle plutôt de « big air », auquel cas il est fait de neige.